# Metoda Scheiblera
Oznaczanie zawartości węglanów metodą Scheiblera – laboratoryjna metoda pomiaru zawartości węglanu wapnia (CaCO3) w próbce skały, osadu lub gleby. Polega ona na zmierzeniu w aparacie Scheiblera objętości, wydzielonego z rozkładu węglanów, dwutlenku węgla.
Węglany mają wpływ na właściwości gleby lub osadu. Wpływają one na odczyn oraz właściwości buforowe (bufor węglanowy utrzymujący pH w zakresie 6,2–8,2). Wapń i magnez są istotnymi składnikami pokarmowymi dla roślin, a także wpływają na powstanie stabilnej struktury, co ma znaczenie zarówno dla warunków powietrzno-wodnych w glebach, jak i wpływa na inżyniersko-geologiczne właściwości gruntów. Dodatkowo jony te obniżają właściwości hydrofilne gruntu.
Węglan wapnia jest słabo rozpuszczalny w wodzie. W środowisku naturalnym, występujący w powietrzu dwutlenek węgla reaguje z wodą dając słaby kwas węglowy, który reagując z węglanem wapnia tworzy łatwo rozpuszczalny w wodzie dwuwęglan wapnia:
```
H
2
O + CO
2
 = H
2
CO
3
; CaCO
3
 + H
2
CO
3
 = Ca(HCO
3
)
2
```

Rozmieszczenie węglanu wapnia w profilu mówi o wilgotności klimatu (w klimatach suchych gromadzi się on zwykle na powierzchni, w klimatach wilgotnych jest on wymywany w głąb). Na szybkość ługowania (wymywania) wpływa na uziarnienie osadu lub stopień rozdrobnienia skały macierzystej. W osadach mniej zwartych przepływ wody jest szybszy i zachodzi głębiej niż w osadach bardziej zwartych, co wpływa na łatwość wymywania węglanów. Rozpuszczony w wodzie węglan wapna może wędrować do mórz i oceanów lub może się wytrącać w postaci wapieni naciekowych i żył kalcytowych albo jako wtórne węglany w nielitych skałach osadowych. Wtórne węglany mogą występować w formie rozproszonej lub w postaci skupień, wytrąceń, kukiełek węglanowych.
Metody określania zawartości węglanów w glebie lub osadzie opierają się na ich rozkładzie przy pomocy silnych kwasów (np. kwasu solnego) i zmierzania ilości wydzielonego dwutlenku węgla:
```
CaCO
3
 + 2HCl → CaCl
2
 + H
2
CO
3
; H
2
CO
3
 → H
2
O + CO
2
```

Ilość dwutlenku węgla, w zależności od metody, może być określana wagowo (pomiar wzrostu wagi absorbenta dwutlenku węgla) lub objętościowo, tak jak w metodzie Scheiblera (pomiar objętości wydzielonego dwutlenku węgla). Znając zawartość procentową dwutlenku węgla w badanej próbce należy przemnożyć ją przez 2,2743 aby uzyskać zawartość procentową węglanu wapnia.
Metoda Sheiblera z wykorzystaniem aparatu Scheiblera (z 5% roztworem CuSO2) i kwasu solnego jest najpopularniejszą metodą oznaczania węglanu wapnia w polskich laboratoriach gleboznawczych.

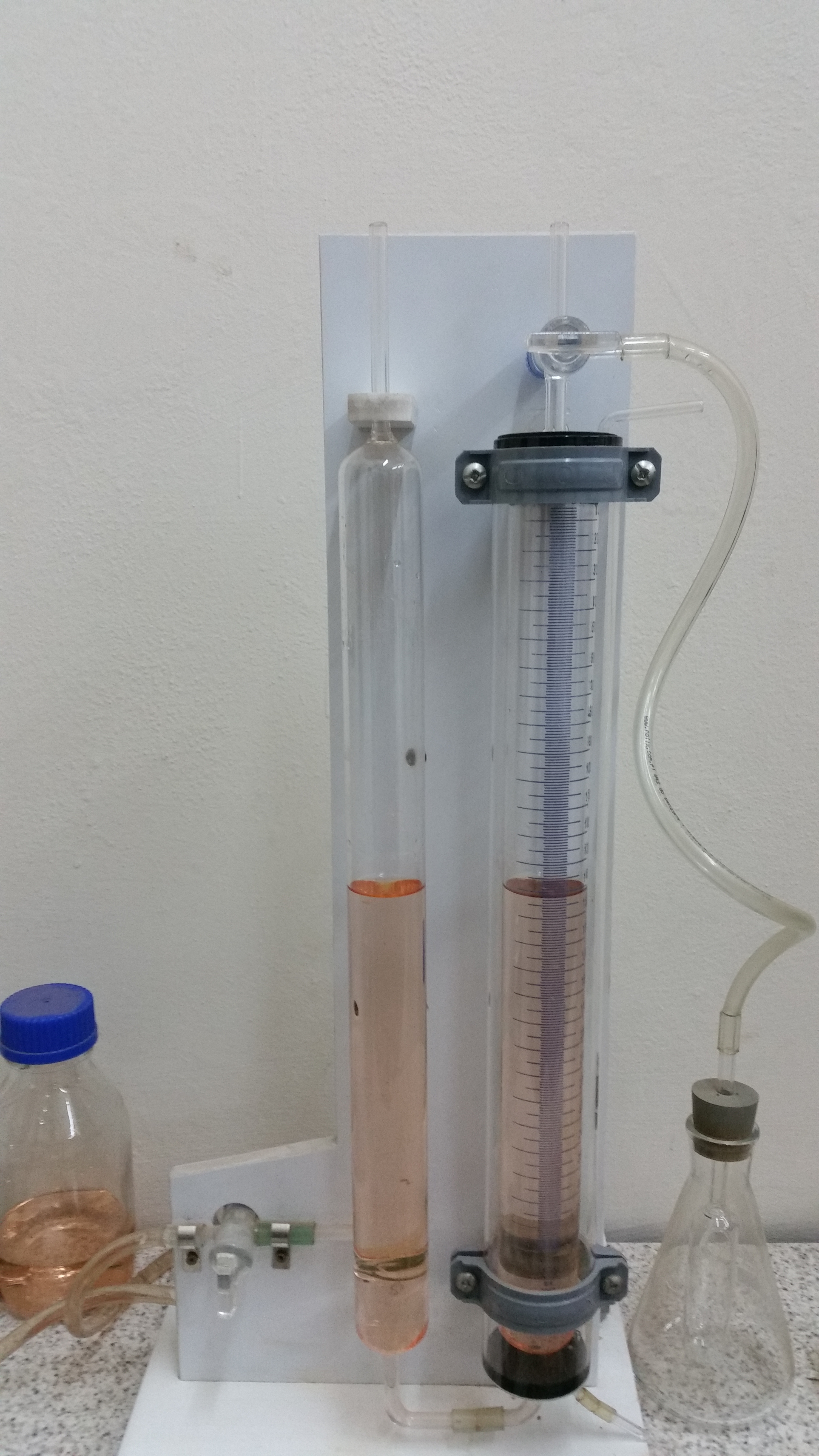
Aparat Scheiblera

## Terenowe, orientacyjne oznaczanie ilości węglanów
Makroskopowe, orientacyjne określenie ilości węglanu wapnia w glebie lub osadzie określa się na podstawie reakcji z 10% (zgodnie z normą PN-EN ISO 14688-1) lub 20% roztworem kwasu solnego (zgodnie z normą PN-88/B-04481). Jeżeli próbka:
- burzy silnie i długo – orientacyjnie zawiera > 5% węglanów,
- burzy silnie, lecz krótko – orientacyjnie zawiera 3–5% węglanów,
- burzy słabo i krótko – orientacyjnie zawiera 1–3% węglanów,
- nie burzy – orientacyjnie zawiera < 1% węglanów lub nie zawiera ich wcale.

Dodatkową wskazówką może być pH. Jeżeli gleba ma odczyn zasadowy lub zbliżony do obojętnego (z rzadka słabo kwaśny) jest możliwe, że zawiera węglany.

## Wykonanie analizy metodą Scheiblera
- Wysuszoną w 105 °C próbkę gleby rozcieramy w moździerzu agatowym[2]. Odważamy 0,5–15 g gleby (1–10 g[3]), w zależności od orientacyjnej ilości węglanów opartej na sile burzenia, i umieszczamy w przeznaczonym do tego naczyniu (kolbie stożkowej)[1]. Do zbiorniczka na kwas umieszczonego przy korku wlewamy 10% HCl, tak by jego poziom był kilka mm poniżej otworu. Szczelnie zamykamy korkiem naczynie z glebą, tak że naczynie z kwasem solnym znajduje się w środku, poniżej korka. Należy przy tym bardzo uważać, by kwas nie wylał się na glebę zbyt wcześnie[1][2][3].
- Otwierając odpowiednie kraniki, regulujące przepływ powietrza i cieczy w eudiometrze – aparacie Scheiblera, co umożliwia swobodny dostęp powietrza atmosferycznego do rurek pomiarowych z roztworem (U-rurki[1]) oraz podnosząc lub opuszczając pojemnik wyrównawczy z roztworem wyrównujemy poziom roztworu w rurce pomiarowej i pomocniczej (obu ramionach U-rurki) i zapisujemy poziom roztworu w skalibrowanej rurce pomiarowej. Ustawiamy kranik przy naczyniu z glebą tak by wydzielony z rozkładu węglanów CO2 mógł się dostać tylko do rurki pomiarowej[1][2][3].
- Ostrożnie wylewamy porcję HCl z naczynia z kwasem na próbkę gleby i mieszamy. Wydzielany CO2 powinien wypierać ciecz z rurki pomiarowej[3]. Jeżeli widać burzenie, a poziom roztworu w rurce pomiarowej się nie zmienia oznacza to, że układ jest nieszczelny i analizę należy powtórzyć[1]. Dolewamy kolejne porcje HCl i mieszamy aż do czasu gdy ustanie wydzielanie CO2 i przez kilka minut poziom roztworu w rurce pomiarowej nie ulegnie zmianie[1][3].
- Poprzez manipulację kranikami wyrównujemy poziom cieczy w obu rurkach i odczytujemy poziom roztworu w rurce pomiarowej, a także odczytujemy ciśnienie atmosferyczne i temperaturę w pomieszczeniu, w którym wykonaliśmy analizę[2].

## Obliczanie wyników
Zawartość węglanu wapna w % w badanej próbce oblicza się według poniższego wzoru:
```

  

    

      

        

          

            
C

            
a

            
C

            
O

          

          

            
3

          

        

        
[

        
%

        
]

        
=

        

          

            

              
a

              
⋅

              
k

              
⋅

              
100

            

            

              
c

              
⋅

              
1000

            

          

        

      

    

    
{\displaystyle \mathrm {CaCO} _{3}[\%]={\frac {a\cdot k\cdot 100}{c\cdot 1000}}}

  

```

gdzie: {\displaystyle a} – ilość wydzielonego CO2 w cm³; {\displaystyle k} – współczynnik z poniższej tabeli; {\displaystyle c} – naważka w gramach.
| Temp. (°C) | Ciśnienie atmosferyczne w mm słupa rtęci | Ciśnienie atmosferyczne w mm słupa rtęci | Ciśnienie atmosferyczne w mm słupa rtęci | Ciśnienie atmosferyczne w mm słupa rtęci | Ciśnienie atmosferyczne w mm słupa rtęci |
| Temp. (°C) | 742                                      | 749                                      | 756                                      | 765                                      | 771                                      |
| ---------- | ---------------------------------------- | ---------------------------------------- | ---------------------------------------- | ---------------------------------------- | ---------------------------------------- |
| 23         | 4,111                                    | 4,156                                    | 4,200                                    | 4,248                                    | 4,281                                    |
| 20         | 4,153                                    | 4,199                                    | 4,243                                    | 4,292                                    | 4,325                                    |
| 17         | 4,197                                    | 4,242                                    | 4,286                                    | 4,335                                    | 4,368                                    |

W przypadku występowania w badanej próbce innych węglanów (np. Na2CO3, MgCO3) uzyskany wynik może być obarczony pewnym błędem, gdyż dana metoda ich nie uwzględnia. Ich ilość, w stosunku do ilości węglanu wapnia, jest na ogół niewielka, więc błąd ten jest akceptowalny.